# Miguel Alfonso Pérez Aracil
Miguel Pérez (Alcorcón, 28 de maig de 1980) és un futbolista madrileny, que ocupa la posició de migcampista.

## Trajectòria
Va iniciar-se al CE Onda, en aquella època equip filial del Vila-real CF. El 2001 marxa al Getafe CF i a l'any següent debuta a la Segona Divisió amb el CD Numancia. Es farà amb la titularitat en l'equip sorià, i la temporada 03/04 juga 36 partits i marca dos gols, mentre el seu equip aconsegueix l'ascens a primera divisió.
A la màxima categoria, el migcampista no té tanta continuïtat i disputa 19 partits. A l'any següent recala al Nàstic de Tarragona, on tot just té oportunitats, igual que al Deportivo Alavés, equip al qual hi milita dues campanyes. Recuperarà la titularitat amb el seu fitxatge pel Llevant UE el 2008.